# 莫尔登氏
莫尔登氏，又作孟尔丁氏、孟尔的音氏、墨尔丹氏、莫塔哈利氏，为满族姓氏，原为达斡尔姓氏。清朝时期著名人士有，布特哈索伦八旗由屯从征伊犁、天山有功，赐巴图鲁号，授一等轻车都尉兼一云骑尉世职，官至正白旗蒙古副都统。布特哈正黄旗色尔衮从征白莲教有功，授骑都尉兼一云骑尉世职，官至黑龙江都统。彦吉保平定林爽文之乱有功，赐巴图鲁号，位平台湾三十功臣，官至英吉沙尔领队大臣。正黄旗温春平定白莲教有功，授云骑尉世职，官至参赞大臣。布特哈正黄旗华聘平定白莲教有功，赐巴图鲁号，官至副都统兼头等侍卫。布特哈正黄旗索布多尔扎布从征太平天国有功，官至副都统。民国以后，以孟、莫、苍为汉姓。民国东北政坛元老莫德惠即出自该姓氏，因其家族迁徙台湾，使莫尔登氏成为台湾满族大姓之一。